# 鹽崎雄二
鹽崎雄二（日语：塩崎 雄二，1967年9月7日—），是日本男性青年漫畫漫画家，代表作《一騎当千》。

## 人物
原先以集英社《Business Jump》連載為主，起初採同音筆名，但沒啥名氣，直到2000年頃離開後創作的作品才開始受歡迎。現在連載中的作品幾乎由女性當主角，並不時出現養眼畫面。
在2002年的作品後記自述趣味是棒球、海外旅行、庭院種菜和開車。喜歡喝啤酒。

## 作品
- 駿河的雷太（駿河の雷太，集英社）
- 修羅場屋 蘭子（シュラバ☆ヤ☆ランコ，集英社，全2冊）

- Happy Man（ハッピーマン，集英社→大都社）
- Karen（集英社→大都社，全2冊）
- 逗陣一家親（日刊タチバナ，集英社→少年画報社）
- 一騎当千（一騎当千，WANI BOOKS，連載中）
- ZOIDS行星Zi（ZOIDS惑星Zi，小学館，全3冊）
- 邊境勇者（フロンティアルーツ，原作：為我井徹，連載：小学館／單行本：大都社）
- 小心占卜師（コメスタセブン，大都社）
- 鬥陣俱樂部（バトルクラブ，少年画報社，全6冊）
- 鬥陣俱樂部 2nd stage（バトルクラブ 2nd stage，少年画報社，全3冊）
- 女神的血脈（GODEATH 〜女神の血脈〜，少年画報社，全3冊）

## 外部連結
- 鹽崎雄二在動畫新聞網百科全書中的資料（英文）